# Seelhorster Kreuz
Als Seelhorster Kreuz oder Seelhorster Knoten wird die wie ein Autobahnkreuz gestaltete Kreuzung zwischen Messeschnellweg und Südschnellweg in Hannover bezeichnet. Namensgebend ist das Waldgebiet Seelhorst, das südlich des Straßenkreuzes liegt.
Das Kreuz liegt im Südosten der Stadt und verbindet die Bundesstraßen 3, 6 und 65. Dabei führt die B 3 von Norden in den Westen, die B 6 von Süden und die B 65 von Osten geradeaus dorthin. Damit verlaufen drei Bundesstraßen zusammen bis zum nächsten Knotenpunkt, dem Landwehr-Kreisel im Südwesten Hannovers.
Zu besonders stark frequentierten Messen wie der Hannover Messe oder der ehemaligen CeBIT wird bzw. wurde der Verkehr auf dem Messeschnellweg als Anfahrts- oder Abfahrtsweg zum Messegelände als Einrichtungsverkehr auf beiden Fahrbahnen geführt, wovon auch das Seelhorster Kreuz betroffen ist. Hierzu sind an den Auffahrten Schranken und dynamische Verkehrsschilder angebracht.